# OnePlus Nord 2 5G
OnePlus Nord 2 5G — смартфон середнього рівня, розроблений компанією OnePlus, що входить у серію Nord і є наступником смартфона OnePlus Nord. Був представлений 22 липня 2021 року разом з навушниками OnePlus Buds Pro.

## Дизайн
Передня панель виконана зі скла Corning Gorilla Glass 5. Задня панель виконана зі скла Corning Gorilla Glass 5 в кольорах Gray Sierra (сірий) та Blue Haze (бірюзовий) та з веганської шкіри в кольорі Green Wood (зелений), який був доступний тільки в Індії. Рамка виконана з пластику. За дизайном OnePlus Nord 2 5G схожий на лінійку OnePlus 9. 
Знизу розміщені слот під 2 SIM-картки, мікрофон, роз'єм USB-C та динамік, а зверху — другий мікрофон. Зліва розміщені кнопки регулювання гучності, а справа — повзунок режимів звуку та кнопка блокування.

## Технічні характеристики

### Платформа
Смартфон отримав процесор MediaTek Dimensity 1200-AI з графічним процесором Mali-G77 MC9.

### Батарея
Батарея отримала об'єм 4500 мА·год та підтримку швидкої зарядки Warp Charge на 65 Вт.

### Камера
Смартфон отримав основну потрійну камеру, яка складається із ширококутного об'єктива Sony IMX766 на 50 Мп з діафрагмою f/1.9, фазовим автофокусом та оптичною стабілізацією зображення, надширококутного об'єктива на 8 Мп з діафрагмою f/2.3 та кутом огляду 120° і сенсора глибини на 2 Мп з діафрагмою f/2.4. Також OnePlus Nord 2T 5G має ширококутну фронтальну камеру на 32 Мп з діафрагмою f/2.5.
Основна камера може записувати відео в роздільній здатності 4K@30fps, а фронтальна — в 1080p@30fps.

### Екран
Екран Fluid AMOLED, 6,43" з роздільною здатністю Full HD+ (2400 × 1600), щільністю пікселів 409 ppi, співвідношенням сторін 20:9, частотою оновлення дисплея 90 Гц та круглим вирізом під фронтальну камеру, розташованим зверху в лівому кутку. Також під дисплей вбудовано оптичний сканер відбитків пальців.

### Звук
Смартфон отримав два динаміки, що утворюють стереопару. Роль другого динаміка виконує розмовний динамік.

### Пам'ять
OnePlus Nord 2 5G продавався в конфігураціях 6/128 ГБ, 8/128, 8/256 та 12/256 ГБ.

### Програмне забезпечення
Смартфон був випущений на OxygenOS 11.3, яка використовує код з ColorOS і працює на базі Android 11. Пізніше пристрій був оновлений до OxygenOS 13.1 на базі Android 13.

## OnePlus Nord 2 Pac-Man Edition
OnePlus Nord 2 Pac-Man Edition — спеціальне видання OnePlus Nord 2 5G, присвячене грі Pac-Man. Задня панель OnePlus Nord 2 Pac-Man Edition має сріблястий колір, Пекмена під острівцем камери, білі крапки та логотип OnePlus у правому нижньому кутку. В темноті на задній панелі видно підсвічування у вигляді елементів з гри Pac-Man 256. Також зі смартфоном йде стилізована коробка, чохол, а в системі присутні стилізована тема оформлення, рингтони та попередньо встановлена Pac-Man 256. Це видання продавалося в конфігурації 12/256 ГБ за ціною 529€/499£/37,999 INR.